# 로이와 함께하는 소방안전 이야기
《로이와 함께하는 소방안전 이야기》는 2017년 8월 29일부터 2017년 11월 21일까지 EBS에서 방송된 애니메이션 프로그램 《로보카 폴리》의 두 번째 번외작이다.

## 에피소드
| 전체 회차 | 시즌 내 회차 | 제목                         | 방송일           |
| 1         | 1            | "고맙지만 무서운 불"         | 2017년 8월 29일  |
| 2         | 2            | "주방에서는 조심해요"        | 2017년 8월 29일  |
| 3         | 3            | "위험한 전기 합선"           | 2017년 9월 5일   |
| 4         | 4            | "가스화재, 깜빡하면 안돼요"  | 2017년 9월 5일   |
| 5         | 5            | "불꽃놀이 안전하게 즐기기"   | 2017년 9월 12일  |
| 6         | 6            | "우리 가족 화재대피훈련"     | 2017년 9월 12일  |
| 7         | 7            | "번개 칠 때는 조심해요"      | 2017년 9월 19일  |
| 8         | 8            | "물로 끌 수 없는 불"         | 2017년 9월 19일  |
| 9         | 9            | "무서운 산불"                | 2017년 9월 26일  |
| 10        | 10           | "멈춰요, 엎드려요, 굴러요"   | 2017년 9월 26일  |
| 11        | 11           | "소화기는 잘 보이는 곳에"    | 2017년 10월 3일  |
| 12        | 12           | "가전제품 안전하게 사용해요" | 2017년 10월 3일  |
| 13        | 13           | "올바른 전자레인지 사용법"   | 2017년 10월 10일 |
| 14        | 14           | "일일 소방대원 피터"         | 2017년 10월 10일 |
| 15        | 15           | "불이야! 외쳐요"             | 2017년 10월 17일 |
| 16        | 16           | "불장난하지 말아요"          | 2017년 10월 17일 |
| 17        | 17           | "불이 나면 숨지 말아요"      | 2011년 10월 24일 |
| 18        | 18           | "꺼진 불도 다시 봐요"        | 2017년 10월 24일 |
| 19        | 19           | "장난전화하면 안돼요"        | 2017년 10월 31일 |
| 20        | 20           | "화재신고는 이렇게"          | 2017년 10월 31일 |
| 21        | 21           | "흔들흔들 무서운 지진"       | 2017년 11월 7일  |
| 22        | 22           | "학교 화재 대피요령"         | 2017년 11월 7일  |
| 23        | 23           | "사고뭉치 버디"              | 2017년 11월 14일 |
| 24        | 24           | "고마워요, 소방관 아저씨"    | 2017년 11월 14일 |
| 25        | 25           | "뜨거운 물은 위험해요"       | 2017년 11월 21일 |
| 26        | 26           | "우리는 소방안전 우등생"     | 2017년 11월 21일 |

## 방송 일시
[1TV] 화 오후 05시 15분(본)[1TV] 일 아침 7시 15분(재)[1TV] 화 아침 7시 30분(전주재방)
첫 방영: EBS[1TV] 7월 5일(화) 오후 5시 15분
- 매주 화요일 오후 5시 15분(본방)
- 매주 화요일 오전 7시 30분(재방)
JTBC, 매주 월 ~ 목 오전 8시 31분 ~ 8시 60분